# Maison des Concurés
La maison des Concurés est une maison située à Saint-Gengoux-le-National, dans la région Bourgogne-Franche-Comté et le département de Saône-et-Loire,

## Historique
Elle fait l’objet d’un classement au titre des monuments historiques depuis le 12 janvier 1921.